# Bonadibong
 (février 2022).
Si vous disposez d'ouvrages ou d'articles de référence ou si vous connaissez des sites web de qualité traitant du thème abordé ici, merci de compléter l'article en donnant les références utiles à sa vérifiabilité et en les liant à la section « Notes et références ».
 (février 2022).
La mise en forme du texte ne suit pas les recommandations de Wikipédia : il faut le « wikifier ».
Les points d'amélioration suivants sont les cas les plus fréquents :
- Les titres sont pré-formatés par le logiciel. Ils ne sont ni en capitales, ni en gras.
- Le texte ne doit pas être écrit en capitales (les noms de famille non plus), ni en gras, ni en italique, ni en « petit »…
- Le gras n'est utilisé que pour surligner le titre de l'article dans l'introduction, une seule fois.
- L'italique est rarement utilisé : mots en langue étrangère, titres d'œuvres, noms de bateaux, etc.
- Les citations ne sont pas en italique mais en corps de texte normal. Elles sont entourées par des guillemets français : « et ».
- Les listes à puces sont à éviter, des paragraphes rédigés étant largement préférés. Les tableaux sont à réserver à la présentation de données structurées (résultats, etc.).
- Les appels de note de bas de page (petits chiffres en exposant, introduits par l'outil «  Source ») sont à placer entre la fin de phrase et le point final[comme ça].
- Les liens internes (vers d'autres articles de Wikipédia) sont à choisir avec parcimonie. Créez des liens vers des articles approfondissant le sujet. Les termes génériques sans rapport avec le sujet sont à éviter, ainsi que les répétitions de liens vers un même terme.
- Les liens externes sont à placer uniquement dans une section « Liens externes », à la fin de l'article. Ces liens sont à choisir avec parcimonie suivant les règles définies. Si un lien sert de source à l'article, son insertion dans le texte est à faire par les notes de bas de page.
- La présentation des références doit suivre les conventions bibliographiques. Il est recommandé d'utiliser les modèles {{Ouvrage}}, {{Chapitre}}, {{Article}}, {{Lien web}} et/ou {{Bibliographie}}. Le mode d'édition visuel peut mettre en forme automatiquement les références.
- Insérer une infobox (cadre d'informations à droite) n'est pas obligatoire pour parachever la mise en page.

Pour une aide détaillée, merci de consulter Aide:Wikification.
Si vous pensez que ces points ont été résolus, vous pouvez retirer ce bandeau et améliorer la mise en forme d'un autre article.
Bonadibong est un quartier de la ville de Douala au Cameroun, situé dans la Région du Littoral, Département du Wouri et Arrondissement de Douala Ier.

## Géographie
Le quartier est situé dans l'Arrondissement de Douala I. Il est limité à l'est par le boulevard de la République; au sud, par la Rue Pau et au nord, par Bali. Il est proche du quartier Akwa.

## Population
Le recensement général, réalisé en 2005, fait état d'une population de 10 991 habitants pour ce quartier de Douala.

## Éducation
Bonadibong comprend les établissements scolaires suivants :
- Université Saint-Jérome[3] qui compte en son sein quatre établissements de formation dont un en Sciences Religieuses et Sociales, un en Sciences de Gestion Appliquée, un en Sciences de l'Ingénieur et un en Sciences biomédicales.
- École catholique Saint Jean Bosco
- École primaire Populaire
- L’Institut Supérieur de Management et de l’Entrepreneuriat (IME) qui est une école supérieure de commerce et de gestion basée au Cameroun[4].

## Cultes
Juste en face du stade Mbappe Leppe se trouve l'un des plus grands édifices religieux et le tout premier de l'Église catholique de la ville de Douala : la Cathédrale Saint-Pierre-et-Paul de Bonadibong. Celle-ci est construite en 1889 par les Frères Pallotins venus d'Allemagne.

## Santé
Bonadibong possède une pharmacie : la Pharmacie de la République.

## Économie
Le quartier Bonadibong est l'un des pôles de développement de l'économie de Douala, ceci grâce à la présence de petites et moyennes entreprises. On dénombre 91 entreprises dans des secteurs d’activités variés comme l'assurance, le transport, les télécommunications, la sécurité, le médical, l'ingénierie, le marketing, l'immobilier, l'informatique, la logistique, le trading, ou encore le secteur bancaire.

## Sports
Cette partie de la ville abrite depuis 1958 le Stade de la Réunification de Douala qui, quelques années plus tard, est rebaptisé Stade Mbappé Léppé, en hommage au footballeur international camerounais Samuel Mbappé Léppé, mort en 1985.